# Autoppia algicola
Autoppia algicola är en kvalsterart som beskrevs av Golosova och Karppinen 1983. Autoppia algicola ingår i släktet Autoppia och familjen Oppiidae. Inga underarter finns listade.